# Djené
Djené Dakonam Ortega (* 31. Dezember 1991 in Dapaong, Region Savanes), auch als Djené bekannt, ist ein togoischer Fußballspieler, der für den spanischen Verein FC Getafe spielt. Hauptsächlich ein Innenverteidiger, kann er auch als rechter Außenverteidiger spielen.

## Vereinskarriere
Djené wechselte 2009 nach Benin zu Tonnerre d’Abomey, nachdem er bei Étoile Filante du Togo seine Jugendausbildung abgeschlossen hatte. 2011 wechselte er zu Cotonsport Garoua in der kamerunischen Première Division und wurde dort Stammspieler.
Er stand im Kader von Coton Sport für die CAF Champions League 2012. Im November 2013 absolvierte er beim Ligue-2-Team RC Lens ein Probetraining, danach kehrte zu seinem Stammklub zurück.
Am 25. Oktober wurde Djené von dem spanischen Segunda División-Team AD Alcorcón verpflichtet. Am folgenden Tag debütierte er bei einer 1:3-Heimniederlage gegen Real Saragossa.
Am 23. März 2015 verlängerte Djené seinen Vertrag bis 2018, nachdem er beim Verein zum Stammspieler geworden war. Am 9. Mai erzielte er sein erstes Tor bei einem Auswärtssieg gegen CE Sabadell.
Am 1. Juli 2016 wurde Djené vom belgischen Erstligisten VV Sint-Truidense verpflichtet. Am 24. Juli des folgenden Jahres kehrte er nach Spanien zurück, nachdem er einen Vierjahresvertrag beim La Liga-Team FC Getafe unterschrieben hatte.
Djené debütierte am 20. August 2017 in der höchsten Spielklasse des spanischen Fußballs, wobei er in einem 0:0-Auswärtsspiel gegen Athletic Bilbao spielte. Er erzielte sein erstes Tor in der Primera División am 17. März, als er den Ausgleichstreffer bei einer 1:2-Auswärtsniederlage gegen Real Sociedad erzielte.

## Nationalmannschaft
Er debütierte am 8. September 2012 mit einem 1:1-Unentschieden gegen Gabun für die Togoische Nationalmannschaft. Djené wurde in den 23-köpfigen Kader von Didier Six für den Afrika-Cup 2013 nominiert, trat während des Turniers in allen Spielen von Togo auf und schied schließlich im Viertelfinale aus. Seit 2017 ist er Kapitän der Auswahl.

## Erfolge
- Kamerunischer Meister: 2013, 2014
- Kamerunischer Pokalsieger: 2014